# Akitakata
Akitakata(japonsky:安芸高田市, Akitakata-ši) je japonské město s téměř 32 tisíci obyvateli na rozloze 538,17 km² . Probíhá zde mnoho slavností na oslavu místních tradic a oslavy místních produktů jako je např. čaj Ebizu nebo džus z citrusů juzu (柚子ジュース ). Je rodištěm známého samurajského šogúna Motonariho Móriho.